# Magistrat des eaux

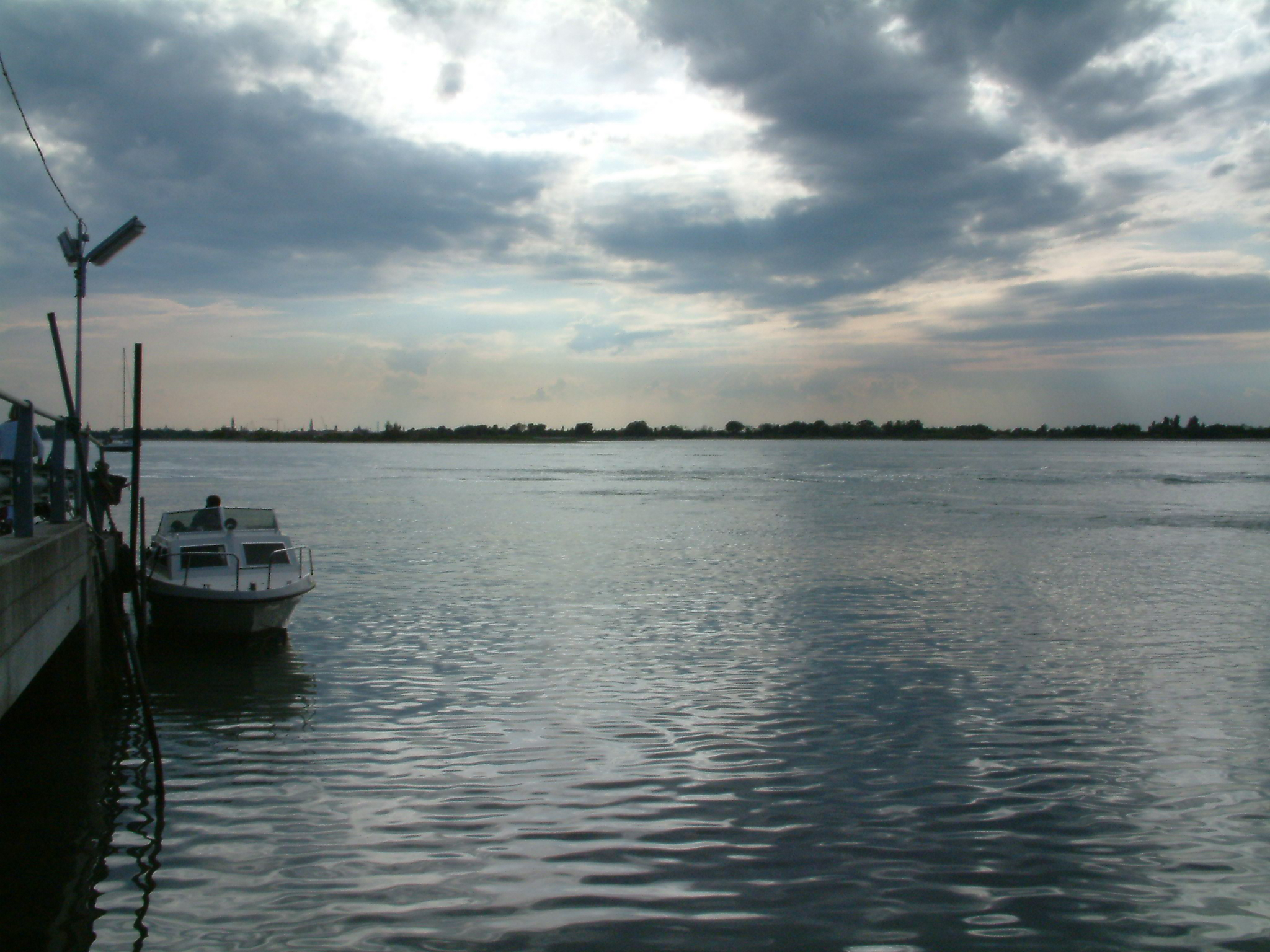
Entrée de la lagune de Venise
près du hameau de Punta Sabbioni.

Un magistrat des eaux (en italien magistrato alle acque) est un membre décisionnaire du « magistère aux eaux », institution vénitienne créée en 1501 par la république de Venise pour veiller sur la gestion et le respect de sa lagune. Cinq siècles plus tard, sous le même nom, cet organisme est devenu un service de l'État italien, responsable de tout le bassin versant d'Italie nord-orientale.

## Le magistrat des eaux en 1501
En 1501, la république de Venise décide la mise en place d'un collège de trois exécuteurs des eaux (Savi Esecutori) pour assurer la gouvernance des eaux lagunaires, pouvoir jusqu'alors exercé par le Conseil des Dix. Désignés par le doge, ces trois fonctionnaires sont assistés à partir de 1505, d'un Collège solennel des eaux composé de quinze sénateurs de la République. En 1543, le nombre de ces sénateurs sera élevé à quarante, auxquels s'ajouteront les avocats de la commune, un administrateur nommé par le Conseil des Dix, un magistrat enquêteur (Inquisitore), et le représentant du doge.
C'est cet ensemble que la Sérénissime désigne, tout au long de son histoire, par le terme de « magistère des eaux ». Ce collectif de contrôle unitaire a obligation de se réunir chaque semaine sur convocation du doge.
À cet organisme sont confiées la surveillance et l'administration de l'ensemble de la lagune vénitienne et des cours d'eau qui s'y jettent. Il a toute autorité sur les travaux, excavations, manutentions, manœuvres de bonification, modifications temporaires ou définitives, opérés dans la lagune et les fleuves qui l'alimentent. Il exerce son emprise sur le moindre détail concernant l'eau : dans Venise même, pas un pieu de soutènement des maisons ne peut être déplacé sans son autorisation. Le pouvoir considérable du magistrat des eaux, sa composition complexe reflètent l'attention que porte la république de Venise au maintien des eaux de la lagune. Celles-ci garantissent en effet la survie de la cité et de son système socio-économique. Elles constituent aussi l'ultime rempart contre une éventuelle menace extérieure, antique crainte des fondateurs de la ville, qui les avait menés à construire celle-ci sur et au milieu des eaux.

## Le magistrat des eaux aujourd'hui

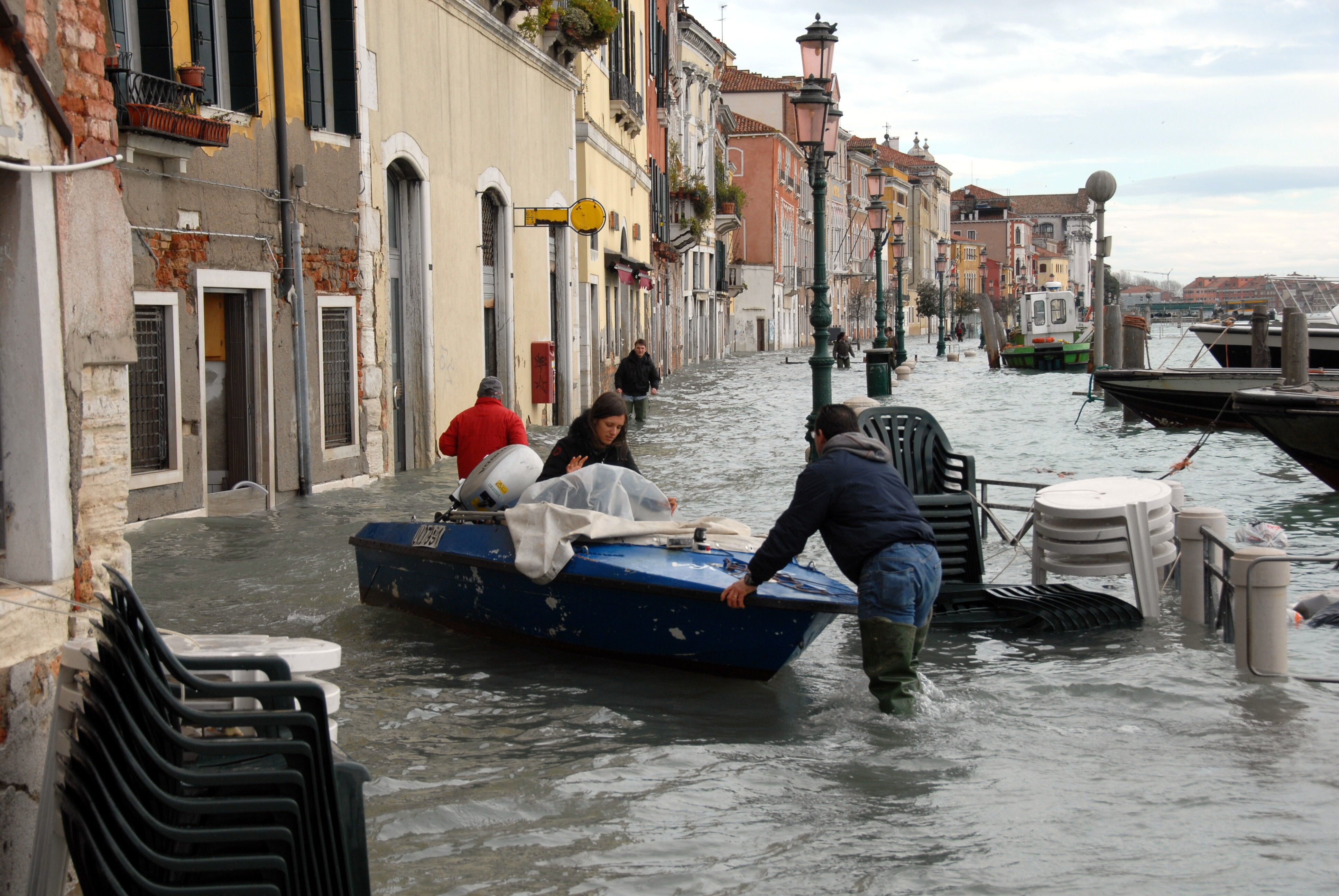
Acqua alta sur le quai des Zattere le 1 décembre 2008.

Devenu en 1907 institution décentralisée du ministère des Travaux publics italien, le magistrat des eaux est aujourd'hui dirigé par un président nommé par le président de la République italienne sur accord du Conseil des ministres. Il a son siège à Venise et s'occupe de l'ensemble du bassin du Triveneto. Ses compétences s'exercent d'abord sur la région Vénétie et la province de Mantoue. Mais lorsque des travaux extérieurs sont susceptibles d'affecter ce bassin d'intérêt national, elles peuvent s'étendre jusqu'à la province autonome du Trentin-Haut-Adige ainsi qu'à la région de statut spécial Frioul-Vénétie Julienne.
Les attributions de cet organisme concernent, comme il y a cinq siècles, la gestion et la surveillance lagunaire, auxquelles s'ajoutent aujourd'hui les impératives opérations de désensablement, de bonification et de régulation portuaire, tant en matière d'installations que de trafic.